# Patrick Azam
Pour les articles homonymes, voir Azam.
Patrick Azam est un acteur français de théâtre et de cinéma.

## Biographie
Pour le cinéma, il a joué entre autres dans Panthers de Johan Renck;  La prochaine fois je viserai le cœur de Cédric Anger ; Voix de garage de Marc Gibaja et Mathilde Mélèse ; Voir le pays du matin calme de Gilles de Maistre ; Vertige de la page blanche de Raoul Ruiz.
Au théâtre, pour François Rancillac, Guy Delamote, Jean-Claude Penchenat, Catherine Anne, Pierre-Yves Chapalain, Mitch Hooper...

## Filmographie
- 2023 : Bénie soit Sixtine (Film France TV) de Sophie Reine
- 2021 : La fille au coeur de cochon (série) de David André et Alice Vial, réalisé par David André
- 2021 : Le bestiaire de Bob (court métrage) de Antoine Voituriez
- 2020 : Le silence de Sibel (long métrage) de Aly Yeganeh
- 2018 : Transfert (court métrage) de Emmanuel Vérité
- 2018 : Exquise (court métrage) de Jean-François Fontanel
- 2017 : Nightshop de Guillaume Grélardon (Rockzeline / Série 10x10)
- 2016 : Merlin de Vincent Rebouah (Full Time Prod / Série 10x10)
- 2015 : Panthers de Johan Renck (Sky Atlantic, Canal+)
- 2014 : Le monde qui nous perd (court métrage) d'Alexandra Badea
- 2014 : Voix de garage de Marc Gibaja et Mathilde Mélèse, Prix International MarseilleWebFest 2015 - Meilleur Acteur, Meilleure Musique Originale
- 2014 : La prochaine fois je viserai le cœur (long métrage) de Cédric Anger
- 2013 : Lili Rose (long métrage) de Bruno Ballouard
- 2013 : Les Anonymes - Ùn' pienghjite micca (téléfilm Canal+ mars 2013, sortie en salle octobre 2013) de Pierre Schoeller, Fipa d'or 2013 : Prix Jérôme Minet
- 2013 : La Promesse d'une mère (2013) (long métrage) d'Antoine Voituriez
- 2012 : A bout de course - R.I.S. (série) de Julien Zidi
- 2011 : Parle tout bas si c'est d'amour (téléfilm FR2) de Sylvain Monod
- 2011 : Voir le pays du matin calme (téléfilm Arte 90 min) de Gilles de Maistre
- 2005 : L'herbe collée à mes coudes respire le soleil (court métrage) de Jérôme Descamps, prix du jury au Festival de Vérone'
- 2003 : Vertige de la page blanche (long métrage) de Raoul Ruiz
- 2001 : Une si petite semaine (moyen métrage) de Jean-Jacques Saint-Marc
- 1998 : Prison à domicile (long métrage) de Christophe Jacrot
- 1994 : Les Roses de Staline (court métrage) d'Antoine Voituriez, prix CNC

## Théâtre
- 2022 : Ce que nous désirons est sans fin  de et  mis en scène par Jacques Descordes, création CDN Montluçon.
- 2019 : Fleur de peau de Sandie Masson, mise en scène Patrick Azam, Théâtre Essaïon, Avignon Off.
- 2013 : Ma mère qui chantait sur un phare de Gilles Granouillet, mise en scène François Rancillac, Théâtre de l'Aquarium
- 2012 : Nager/Cueillir de Gilles Granouillet, mise en scène François Rancillac, Les Théâtrales Charles Dullin
- 2011 : Absinthe de et mise en scène par Pierre-Yves Chapalain, Nouveau Théâtre de Besançon, Théâtre de la Bastille
- 2010 : L'Affiche de Philippe Ducros, mise en scène Guy Delamotte, Panta-Théâtre, Le Tarmac
- 2009 : Monstres de et mise en scène par Sophie Renaud
- 2009 : À table ! de Jean-Claude Penchenat, Théâtre de l'Épée de Bois
- 2008 : La Lettre de et mise en scène par Pierre-Yves Chapalain, Théâtre de la Tempête
- 2008 : La main passe de Georges Feydeau, mise en scène Mitch Hooper, Théâtre Michel (Paris)
- 2007 : Amphitryon de Molière, mise en scène Emmanuel Billy
- 2006 : La Lumière blanche de et mise en scène Pierre-Yves Chapalain, Théâtre de la Tempête
- 2006 : Mozart public - Mozart privé, direction musicale Quatuor Antarès
- 2005 : Jouliks de Marie Christine Lehuu, mise en scène Gérald Chatelain
- 2005 : La Labyrinthe du monde de P. Eben, musique de Komenski-Comenius, direction musicale Philippe Bardon
- 2004 : Hantés de et mise en scène par Sophie Renaud
- 2003 : Sans voix d'Estelle Lépine, mise en scène Nathalie Conio
- 2002 : Le Pays lointain de Jean-Luc Lagarce, mise en scène François Rancillac, Canada
- 2001 : Le Pays lointain de Jean-Luc Lagarce, mise en scène François Rancillac, Théâtre de la Ville, Paris-Villette
- 2000 : Le Pays lointain de Jean-Luc Lagarce, mise en scène François Rancillac, Théâtre de la Tempête, Festival d’Avignon
- 1999 : Aucun regard de Dominique Hubin, mise en scène Arnaud Rykner, Théâtre national de Toulouse
- 1998 : Barrocco de nuit à la baraka de et mise en scène par Emmanuel Billy
- 1998 : Le Mari de la femme de l'autre d’après Dostoïevski, mise en scène Gilles Guelblum
- 1997 : Nouvelles de Sicile d’après Pirandello, mise en scène Jean-Claude Penchenat, théâtre du campagnol centre dramatique national, théâtre Silvia-Monfort
- 1996 : N'oublie pas Bob Morane de et mise en scène par Emmanuel Billy
- 1996 : Cosi è (se vipare) d’après Pirandello, mise en scène Jean-Claude Penchenat, yhéâtre du campagnol centre dramatique national
- 1995 : Jeanne d'Arc d’après Joseph Delteil, mise en scène Emmanuel Billy
- 1994 : Roméo et Juliette d’après Shakespeare, mise en scène Emmanuel Billy
- 1993 : On ne badine pas avec l’amour de Marivaux, mise en scène Emmanuel Billy
- 1993 : Un fil à la patte de Georges Feydeau, mise en scène Philippe Duclos, Théâtre Gérard Philipe (Saint-Denis)
- 1992 : La Ralentie - Chaînes d'Henri Michaux, mise en scène Catherine Anne, Théâtre Gérard Philipe (Saint-Denis)
- 1991 : Les Caprices de Marianne de Marivaux, mise en scène Olivier Peyroneau
- 1990 : Naufrages d’après Marivaux, mise en scène Geneviève Schoewbel, Théâtre Gérard Philipe (Saint-Denis)
- 1989 : Cabaret Berlioz de et mis en scène par Philippe Labonne
- 1989 : Bilora de Ruzzante, mis en scène Christine Leroy

## Réalisation
2024 : Victor (court métrage).